# هیمیکو
هیمیکو (ژاپنی: 卑弥呼; 170 CE – 248 CE) ملکه شمن یاماتایکو در ژاپن باستان بود. اولین تاریخ‌نگاری‌های ژاپنی اشاره‌ای به هیمیکو نمی‌کنند اما تاریخ‌نگاران وی را با شخصیت‌هایی همچون امپراتریس جینگو مرتبط می‌دانند.